# 트락토르 SC
트락토르 SC(페르시아어: باشگاه تراکتور)는 아자르바이잔에샤르키 주 타브리즈를 연고로 하는 이란의 축구 클럽이다. 이 팀은 1970년에 창단 되었으며 현재는 페르시안 걸프 프로리그에서 참가하고 있다.

## 역사
1970년, 타브리즈에서 설립된 이란 트랙터 제조 주식회사가 스폰서를 맡으면서 창설되었다. 2011년 이후부터는 이슬람 혁명 방위대가 메인 스폰서를 맡고 있으며 가르졸 하사네 자바난 케이르 주식회사(Gharzol Hasane Javanan Kheir Co.)가 전체 자금의 약 30%를 출자하고 있다.
이란 프로 리그가 창설되기 이전에 존재했던 이란의 1부 축구 리그인 아자데간 리그에 설립 초기부터 참가했다. 2001-02 시즌에서 2부 리그로 강등되었으며 2009-10 시즌에서 다시 1부 리그로 승격될 때까지 8년 동안 2부 리그에 참가했다. 1990년대에 뛰어난 축구 선수를 배출했다. 2011-12 시즌에서 2위를 기록하면서 AFC 챔피언스리그 2013 출전권을 획득했다. 이 기록은 클럽 역사상 최초로 있었던 AFC 챔피언스리그 출전 기록이다.

## 성적
- 이란 프로리그: 준우승 2회 (2011–12, 2012–13)
- 하즈피컵: 준우승 2회 (1976, 1994)
- 아자데간 리그: 우승 2회 (2006–07, 2008–09)
- 이란 2부 리그: 우승 2회 (1974-75, 1995-96), 준우승 1회 (1976-77)
- 아자르바이잔에샤르키 주 슈퍼컵: 우승 1회 (1992)
- MILLS 인터내셔널컵 (인도): 우승 1회 (1995)
- 사르다란 샤히드 인터내셔널컵 (타브리즈): 우승 2회 (1995, 1996)

## 선수 명단

### 현역
참고: FIFA 자격 규정에 따라 소속된 국가대표팀 국기를 표시합니다. 선수는 복수의 FIFA 비회원국 국적을 가지고 있을 수 있습니다.
| 번호 | 포지션 | 국적       | 이름              |
| ---- | ------ | ---------- | ----------------- |
| 3    | DF     | 이란       | 쇼자에 칼릴자데   |
| 8    | MF     | 크로아티아 | 이고르 포스톤스키 |
| 10   | MF     | 포르투갈   | 히카르두 아우베스 |

| 번호 | 포지션 | 국적 | 이름 |
| ---- | ------ | ---- | ---- |

## 역대 감독
| 감독                     | 임기      |
| ------------------------ | --------- |
| 야흐야 골모함마디        | 2017~2018 |
| 존 토샥                  | 2018      |
| 조르주 레이컨스          | 2019      |
| 프란시스코 헤메스 마르틴 | 2022~2024 |
| 드라간 스코치치          | 2024 ~    |